# Khargūshābād
Khargūshābād (persiska: خرگوش آباد) är en ort i Iran.   Den ligger i provinsen Kerman, i den sydöstra delen av landet, 1 000 km sydost om huvudstaden Teheran. Khargūshābād ligger 794 meter över havet och antalet invånare är 817.
Terrängen runt Khargūshābād är platt.Runt Khargūshābād är det glesbefolkat, med 14 invånare per kvadratkilometer. Närmaste större samhälle är Ḩoseynābād-e Posht-e Rūd, 2,9 km söder om Khargūshābād. Trakten runt Khargūshābād är ofruktbar med lite eller ingen växtlighet.